# دوچرخه‌سواری در المپیک تابستانی ۱۹۲۰
دوچرخه‌سواری در بازی‌های المپیک تابستانی ۱۹۲۰ نام رویداد ورزش دوچرخه‌سواری در بازی‌های المپیک تابستانی بود که در سال ۱۹۲۰ برگزار شد.

## نتایج

### جاده
| رویداد            | طلا                                                                 | نقره                                                                   | برنز                                                                     |
| تایم تریل انفرادی | هری استینفیست (SWE)                                                 | هنری کالتنبرون (RSA)                                                   | فرنان کانتلوب (FRA)                                                      |
| تایم تریل تیمی    | فرانسه (FRA) · آشیل سوشار · فرنان کانتلوب · ژرژ دیتری · مارسل گوبیو | سوئد (SWE) · هری استینفیست · سیگفرید لوندبری · رانار مالم · الکس پرسون | بلژیک (BEL) · آلبرت ویکمانس · آلبرت د بونه · ژان یانسنس · آندره فرکرویسه |

### پیست
| رویداد      | طلا                                                                          | نقره                                                                           | برنز                                                                        |
| اسپرینت     | ماوریس پترس (NED)                                                            | توماس جانسون (GBR)                                                             | هری رایان (GBR)                                                             |
| ۵۰ کیلومتر  | آنری ژرژ (BEL)                                                               | سیریل آلدن (GBR)                                                               | پیت ایکلار (NED)                                                            |
| تاندم       | توماس لانس · و هری رایان (GBR)                                               | ویلیام اسمیت · و جیمز واکر (RSA)                                               | فرانس د فرنگ · و پیت ایکلار (NED)                                           |
| تعقیبی تیمی | ایتالیا (ITA) · پریمو مانیانی · آرنالدو کارلی · روجرو فراریو · فرانکو جورجتی | بریتانیای کبیر (GBR) · آلبرت وایت · سیریل آلدن · توماس جانسون · ویلیام استوارت | آفریقای جنوبی (RSA) · جیمز واکر · سامی گوسن · هنری کالتنبرون · ویلیام اسمیت |

## جدول مدال‌ها
| رتبه | کشور                 | طلا | نقره | برنز | مجموع |
| ۱    | بریتانیای کبیر (GBR) | ۱   | ۳    | ۱    | ۵     |
| ۲    | سوئد (SWE)           | ۱   | ۱    | ۰    | ۲     |
| ۳    | هلند (NED)           | ۱   | ۰    | ۲    | ۳     |
| ۴    | بلژیک (BEL)          | ۱   | ۰    | ۱    | ۲     |
| ۴    | فرانسه (FRA)         | ۱   | ۰    | ۱    | ۲     |
| ۶    | ایتالیا (ITA)        | ۱   | ۰    | ۰    | ۱     |
| ۷    | آفریقای جنوبی (RSA)  | ۰   | ۲    | ۱    | ۳     |